# جابي برامكي
جابي أنضوني برامكي (3 نوفمبر 1929 - 30 أغسطس 2012) كاتب وأستاذ جامعي وأحد المساهمين والمناضلين في بناء التعليم الجامعي الفلسطيني. ولد في مدينة القدس في الثالث من التشرين الثاني عام 1929 وتوفي عام 2012.

## منشؤه
كان والده أنضوني برامكي مهندساً معمارياً، تخرج من أكاديمية الفنون الجميلة في أثينا، وأشرف على تشييد مبانٍ ومساكن وكنائس في رام الله والقدس. والدته إفلين، وزوجته هيفاء الطرزي. وأولاده هم: هاني، سامي، هانية.

## دراسته
التحق الدكتور برامكي في الخامسة من عمره بالقسم الداخلي من مدرسة بيرزيت عام (1934) حيث تعلم فيها اللغة العربية والإنجليزية وأيضاً عن القومية العربية. وفي عام (1946) تخرج الدكتور برامكي من كلية بيرزيت حاصلاً على شهادة المترك (matriculation).
ثم في عام (1950) واصل الدكتور برامكي تعليمه العالي في الجامعة الأميركية في بيروت متخصصاً في الكيمياء، فنال شهادة البكالوريوس عام (1950)، والماجستير عام (1953)، وكانت الجامعة إذ ذاك حاضنة لحركة قومية عربية ناشطة أتيح فيها لبرامكي التعرّف إلى روّاد الحركة الوطنية الفلسطينية أمثال:«وديع حداد وشفيق الحوت وجورج حبش وكمال ناصر...».
حصل الدكتور برامكي على منحة لدراسة الدكتوراة في جامعة ميغيل بكندا (1957-1959)، ثم عاد إلى الوطن للعمل في كلية بيرزيت.

## أعماله ومناصبه
في عام (1953) ساهم الدكتور برامكي في تأسيس كلية بيرزيت وأيضاً تولى عمادتها.
وبعد عودته من جامعة ميغيل انضم الدكتور برامكي إلى فريق تطوير كلية بيرزيت إلى جامعة عام (1972)، وفي عام (1974) تم إبعاد رئيس جامعة بيرزيت «حنا ناصر» لمدة 19 عاماً إلى خارج فلسطين من قبل السلطة المحتلة لأسباب سياسية، فانتخب الدكتور برامكي ليكون رئيساً لجامعة بيرزيت. ولحسن الحظ، رغم ظل سياسات القمع والترهيب والملاحقة الإسرائيلية نجحت جامعة بيرزيت في تخريج أول دفعة من حملة شهادة البكالوريوس عام (1976). فكان ابعاد الرئيس السابق للجامعة أدى إلى ضغوطات ومرور الجامعة بفترات صعبة لم يمر بها الشعب الفلسطيني من قبل، وبفضل صبر وحكمة الدكتور برامكي في الإدارة والتنظيم استطاعت الجامعة اجتياز تلك الفترات بسلام.
في عام (1977) كان الدكتور برامكي أحد مؤسسي مجلس التعليم العالي الفلسطيني. وفي عام (1994) تم اختيار الدكتور برامكي كمستشارا خاصا لوزارة التربية والتعليم العالي، وعمل في هذا المنصب 12 عاما، وأيضا عمل كسكرتيراً عاما لمجلس التعليم العالي ونائبا لرئيس مجلس البحث العلمي وعيّن كأول رئيس لصنوق تحسين جودة (QIF).
وانتخب لمدة 25 عاما كعضو في مجلس «باغواش» خلال (1992-2002) وعضوًا فاعلاً في المجموعة الاستشارية «طرق بديلة». عمل الدكتور برامكي كعضو في اللجنة التنفيذية للحملة الفلسطينية، وعضوا مؤسسا برنامج التعاون الأكاديمي الفلسطيني- الأوروبي في التعليم PEACE، وهو برنامج مشترك بين الجامعات الفلسطينية وأكثر من 40 جامعة أوروبية. وكان أيضا الدكتور برامكي عضوا فعالا في مجلس  أمناء مؤسسة مواطن، (المؤسسة الفلسطينية لدراسة الديمقراطية)، ومجلس أمناء جامعة بيرزيت، والمجلس الاستشاري لمعهد إدوارد سعيد الوطني للموسيقى.
توفي الدكتور جابي يوم الخميس 30 آب عام 2012.

## ألقابه
في (1993) نال الدكتور برامكي «وسام الفارس» الذي منحته إياه وزارة التعليم العالي الفرنسية اعترافا بإسهاماته المتميزة في التربية.
كذلك منحه رئيس السلطة الوطنية الفلسطينية بعيد رحيله «وسام الاستحقاق والتميّز»، «تقديراً لدوره الأكاديمي المتميّز في رفع شأن التعليم العالي والمساهمة في بناء الجامعة الأولى في فلسطين، وتثميناً لعطائه وإسهاماته الوطنية المتميّزة»
ما أنشأت جامعة بيرزيت كرسي أستاذية في الكيمياء باسم «كرسي الدكتور جابي برامكي»، وأعلنت «جائزة برامكي للتميّز» للخريجين.

## مؤلفاته
- Education against all Odds: The Palestinian Struggle for Survival and Excellence. In Ronald G. Sultana (ed.), Educators of the Mediterranean… Up Close and Personal Voices from South Europe and the MENA Region, 7–17. Rotterdam: Sense Publishers, 2011
- Peaceful Resistance: Building a University Under Occupation. London and New York: Pluto Press, 2009
- Palestinian Higher Education – an Overview.” This Week in Palestine, no. 102, October 2006
- “Security and Violence in the Middle East.” International School on Disarmament and Research on Conflicts Workshop, Andalo, Italy, January 2003
- “Itamar Marcus again: Jerusalem Post Editorial about Palestinian Textbooks.” Palestine Monitor, 7 September 2003
- “La même peur.” Le Nouvel Observateur, 28 November 2002
- “Aspects of Palestinian Life Under Occupation.” British Journal of Middle Eastern Studies. 19, no.2 (1992): 125–32